# Кукушка палеонтологична изложба
Кукушката палеонтологична изложба (на гръцки: Έκθεση Παλαιοντολογίας Κιλκίς) е музейна експозиция в южномакедонския град Кукуш (Килкис), Гърция.
Експозицията в Кукуш е постоянна изложба, която представя находките от пещерата Свети Георги, известна с уникалните си пещерни образувания, микроклимат и вкаменени кости и зъби, датиращи от последната ледникова епоха. Тези кости са на изчезнали животни, като пещерната хиена, гигантската невестулка, гигантския елен, примитивния вол, дивия кон и дивото европейско магаре (Equus hydruntinus), от което има най-голяма концентрация на кости в цяла Европа. Първите открития са от 60-те години на XX век, откогато датират и първите проучвания на пещерата с усилията на катедрата по геология на Солунския университет.
Изложбата се помещава на втория етаж на общинската сграда на 300 метра от пещерата Свеги Георги. Цялата изложба е на гръцки и английски с модерен дизайн и графика, което представя миналото по атрактивен и разбираем начин. Включва модели в естествена големина, стотици вкаменелости, интерактивни изображения на животни, чрез където посетителят може да извлича информация за техните морфологични характеристики.